# Charles Laughton
Charles Laughton (ur. 1 lipca 1899 w Scarborough, zm. 15 grudnia 1962 w Los Angeles) – brytyjski aktor i reżyser, laureat Oscara za rolę pierwszoplanową w filmie Prywatne życie Henryka VIII. W 1955 wyreżyserował film Noc myśliwego (The Night of the Hunter).
Był osobą homoseksualną. Mimo to pozostawał w wieloletnim związku małżeńskim z aktorką Elsą Lanchester. Lanchester ujawniła homoseksualizm Laughtona w autobiografii.

## Wybrana filmografia
- 1932: Stary mroczny dom jako sir William Porterhouse
- 1932: Pod znakiem Krzyża jako cesarz Neron
- 1932: Wyspa doktora Moreau jako doktor Moreau
- 1933: Prywatne życie Henryka VIII jako król Henryk VIII
- 1935: Nędznicy jako inspektor Émile Javert
- 1935: Bunt na Bounty jako kapitan William Bligh
- 1936: Dama z portretu jako Rembrandt
- 1937: Ja, Klaudiusz jako Klaudiusz
- 1939: Oberża Jamajka jako sir Humphrey Pengallan
- 1939: Dzwonnik z Notre Dame jako Quasimodo
- 1942: Historia jednego fraka jako Charles Smith
- 1943: To jest mój kraj jako Albert Lory
- 1945: Captain Kidd jako William Kidd
- 1947: Akt oskarżenia jako sędzia Thomas Horfield
- 1951: The Strange Door jako Alain de Maletroit
- 1952: Abbott i Costello spotykają Kapitana Kidda jako kapitan Kidd
- 1957: Świadek oskarżenia jako sir Wilfrid Robarts, prawnik
- 1960: Spartakus jako Semproniusz Grakchus

## Dodatkowe informacje
- Postać Charlesa Laughtona pojawiła się w filmie animowanym Mickey’s Polo Team, w którym drużyna Myszki Miki rozgrywa mecz polo z drużyną złożoną z przedwojennych aktorów. Charles Laughton jest pośród publiczności przebrany za Henryka VIII, nawiązując do filmu, w którym zagrał trzy lata wcześniej.

## Nagrody
- Nagroda Akademii Filmowej Najlepszy aktor pierwszoplanowy: 1933 Prywatne życie Henryka VIII